# 復讐はお好き?
『復讐はお好き?』（ふくしゅうはおすき?、原題：Skinny Dip ）は、アメリカ合衆国の作家カール・ハイアセンによるサスペンス小説。
英国推理作家協会主催のCWA賞最優秀長編賞であるゴールド・ダガー賞候補となった。日本では文庫翻訳ミステリー・ベスト10、週刊文春ミステリーベスト10、このミステリーがすごい!でそれぞれ2位にランクインした。
夫に殺されそうになった妻による復讐劇が大筋であるが、その大半が国立公園に指定されている湿地帯エヴァーグレーズの環境汚染についての批判が込められた作品である。
2011年7月5日、『ハリウッド・リポーター』はHBOによる本作の映画化もしくはミニドラマとしての映像化を報じた。

## あらすじ
結婚記念のクルーズ旅行の最中、夫チャズによって海に投げ落とされたジョーイ・ペローネは、偶然とチャズの知識不足とが重なって九死に一生を得る。夫が自分をなぜ殺そうとしたのか分からないジョーイは、その理由を突き止め復讐するため、漂流していた自分を助けてくれた元検察局捜査官のミックと組み、自分は死んだと思わせたまま、チャズに数々の復讐を仕掛ける。

## 登場人物
ジョーイ・ペローネ
結婚2周年記念の豪華客船クルーズ中、夫に海に突き落とされる。大学時代は水泳部の副キャプテンとして鳴らしたため、辛くも命拾いする。
両親と前夫の死により、莫大な遺産を有している。
チャズ（チャールズ）・ペローネ
ジョーイの夫。海洋生物学者。フロリダ州の水質管理局に勤めており、エヴァーグレーズの湿地帯を救うための活動をしている。
学生時代からセックスと金にしか興味がなく、勉強もほとんどしなかったため、専門家とは名ばかりで、ハマーナットから賄賂を貰って汚染の数値を誤魔化している。
ミック・ストラナハン
島で世捨て人のような暮らしをしている元検察局捜査官。ストラムという名のドーベルマンを飼っている。
かつて、悪徳判事の逮捕時に撃ち返して射殺し、39歳の若さで検察局を辞めることとなった。
カール・ロールヴァーグ
ブロワード郡の刑事。7フィートあるニシキヘビを2匹飼っている。事件が解決したら、仕事を辞めて故郷のミネソタに帰ろうと思っている。
ガーロ
ロールヴァーグの上司。警部。
レッド・ハマーナット（サミュエル・ジョンソン・ハマーナット）
ハマーナット農園の悪徳農園主。フロリダ以外にも、アーカンサス、ジョージア、サウス・カロライナなど手広く事業を展開している。
政財界にも顔が利き、チャズを水質管理局に送り込み、水質検査官として不正を働かせ、汚染物質を垂れ流している。
トゥール（アール・エドワード・オ・トゥール）
ハマーナットがチャズのために雇った護衛役。毛むくじゃらで巨体。熊に間違えられて撃たれた傷を治療しないまま放っておいたため、耐え難い痛みに苦しんでおり、度々ホスピスに忍び込んでは末期の患者から痛み止めの貼り薬を奪っている。
リッカ・ジェーン・スピルマン
チャズの愛人。美容師免許を持つ。
ローズ・ジュエル
ジョーイの読書クラブの仲間で親友。40歳くらい。ジョーイが生きていることを知っている。
モーリーン
癌を患って介護施設に入所中の老女。81歳。
コーベット・ウィーラー
ジョーイの兄。ニュージーランド在住。
キッパー・ガース
弁護士。ミックの妹の夫。ミックに弱味を握られ、ジョーイの遺言書の作成に協力する。
ベンジャミン・ミデンボック
ジョーイの前夫。故人。証券マン。

## 考察
ハイアセンの作品は主に推理小説（もしくは、環境問題を扱っているため環境スリラー）に分類されるが、人間の貪欲さや肉欲、無知から引き起こされた困難な状況に置かれた人々を風刺的かつ喜劇的に描写している。